# L'ammiraglio Ušakov
L'ammiraglio Ušakov (Адмирал Ушаков) è un film del 1953 diretto da Michail Il'ič Romm.